# Euechinoidea
Euechinoidea Bronn, 1860 è una sottoclasse di ricci di mare.

## Tassonomia
Una recente analisi filogenetica basata sulle caratteristiche morfologiche dell'esoscheletro di specie sia viventi che fossili ha ridefinito i rapporti all'interno di questo raggruppamento includendovi i seguenti taxon:

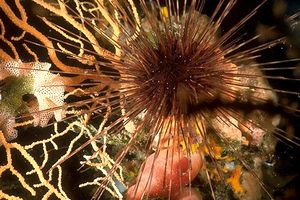
Centrostephanus longispinus (Diadematidae)

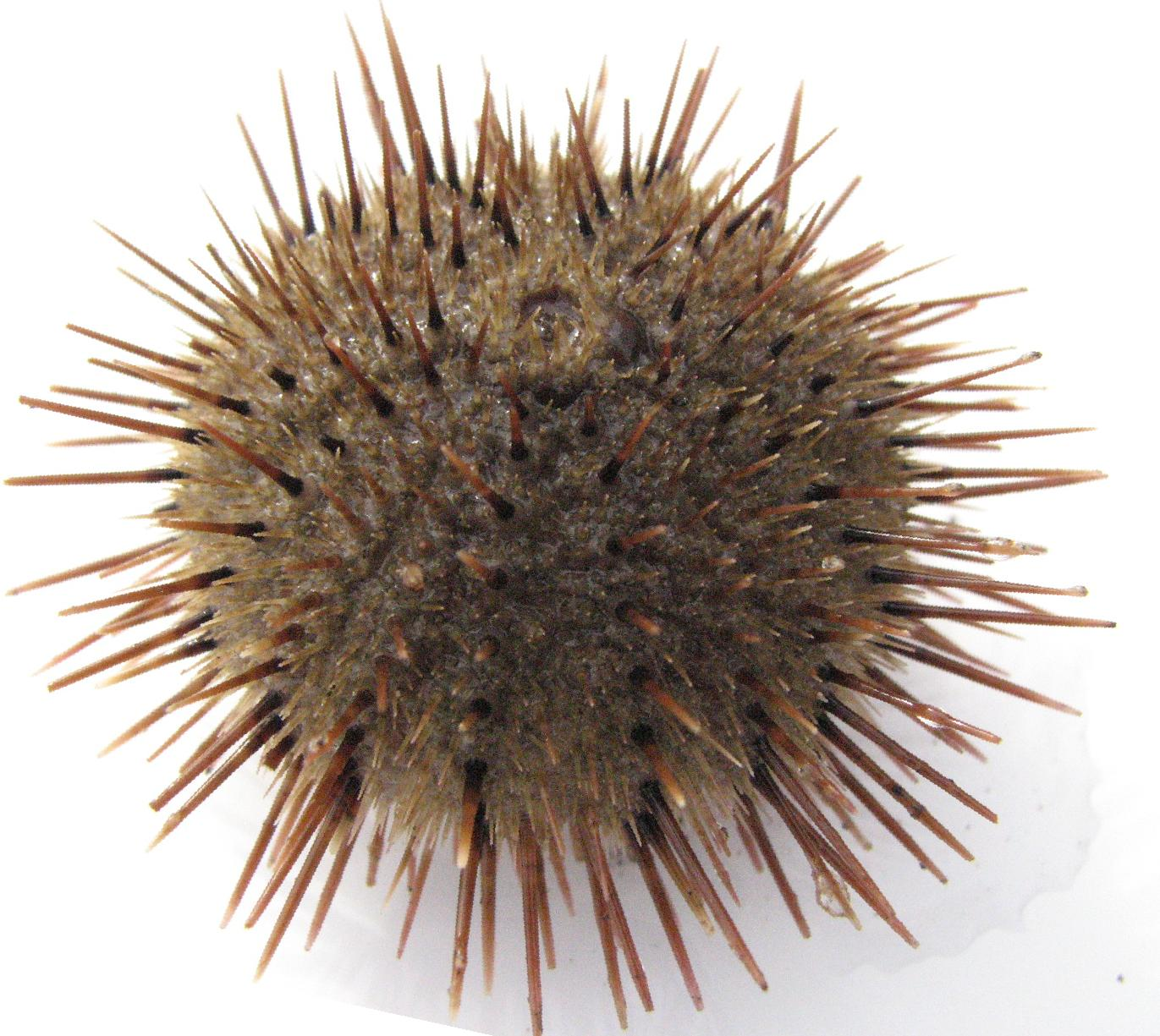
Glyptocidaris crenularis (Phymosomatidae)

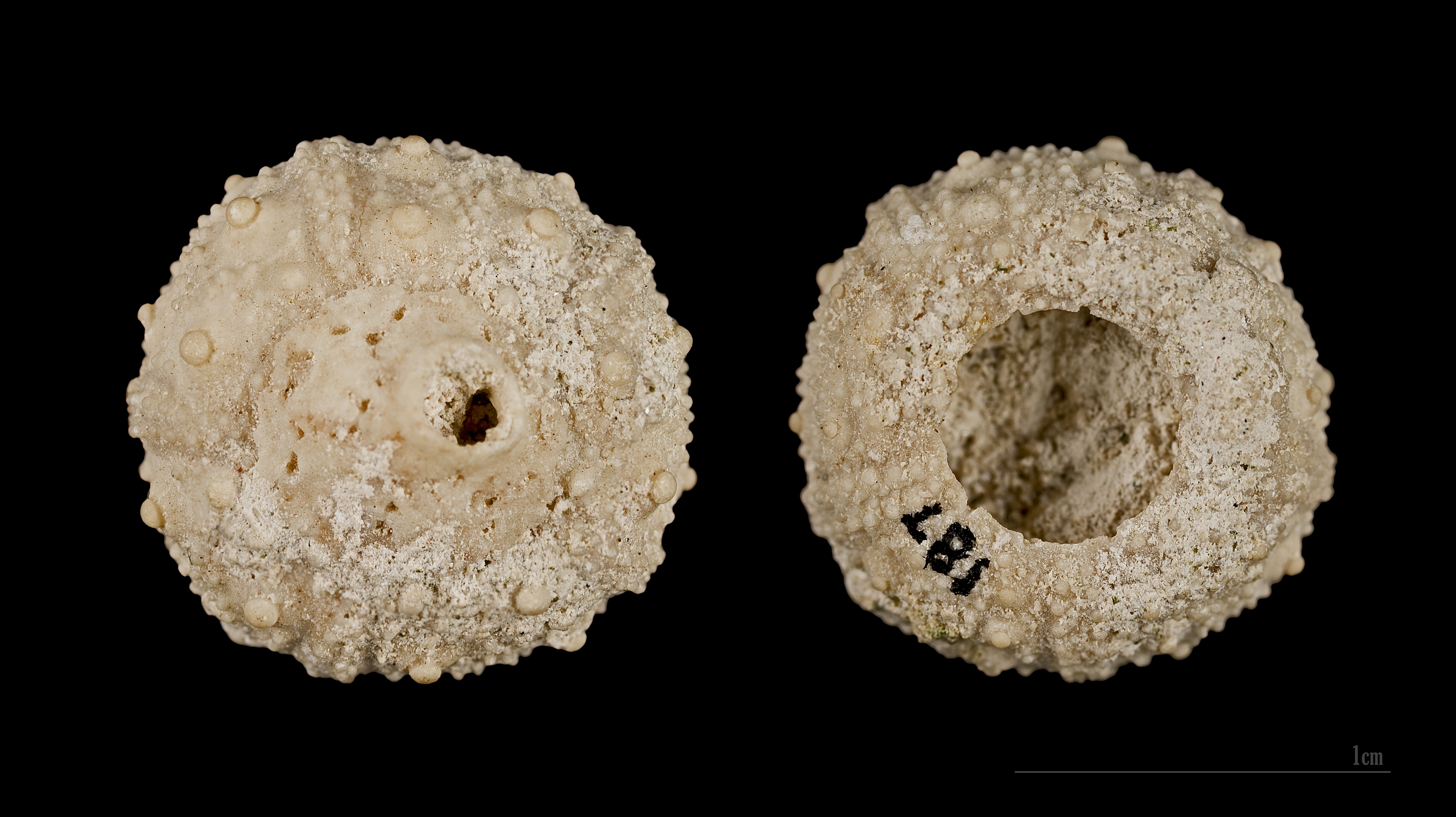
Salenia petalifera (Saleniidae)

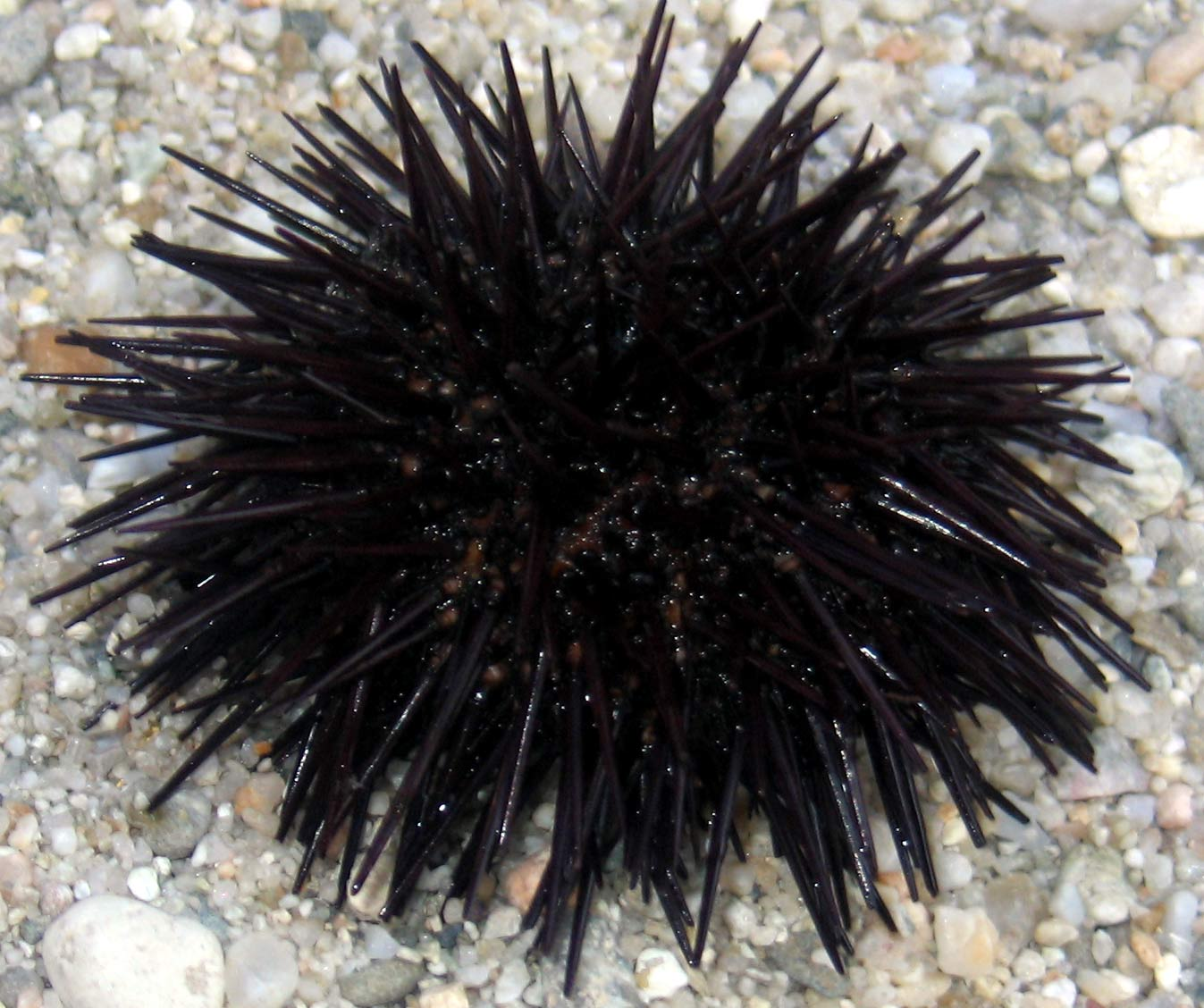
Arbacia lixula (Arbaciidae)

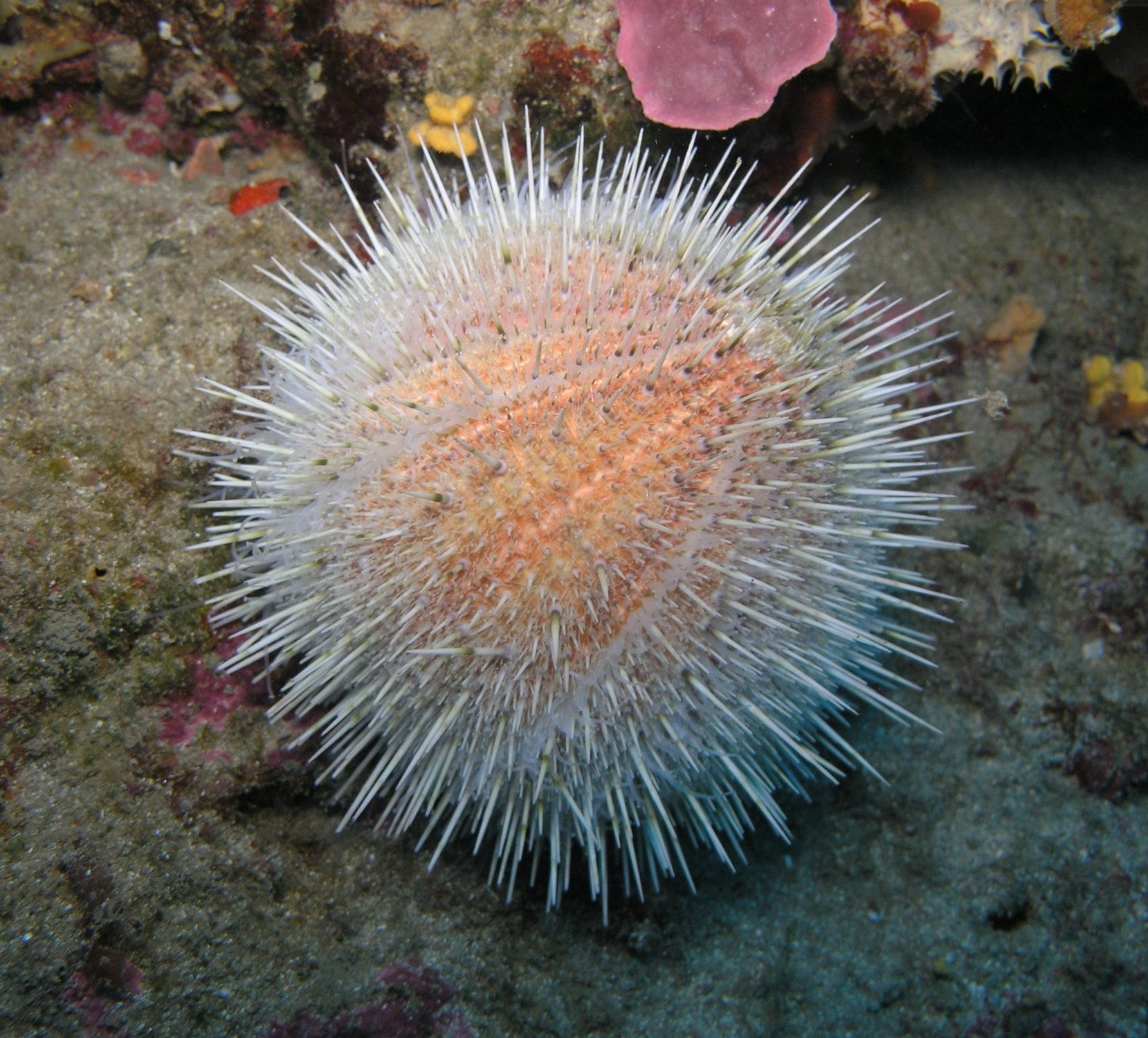
Echinus melo (Echinidae)

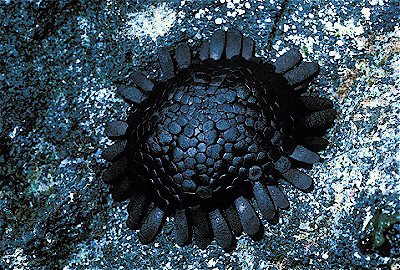
Colobocentrotus atratus (Echinometridae)

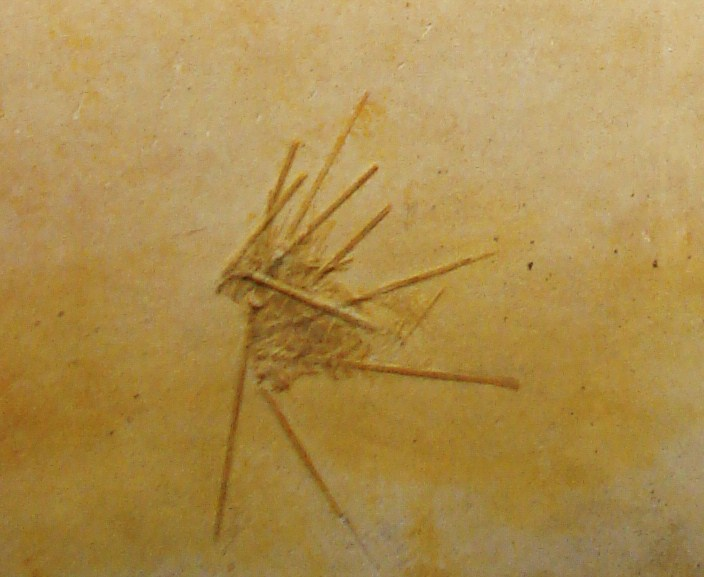
Hemicidaris intermedia (Hemicidaridae)

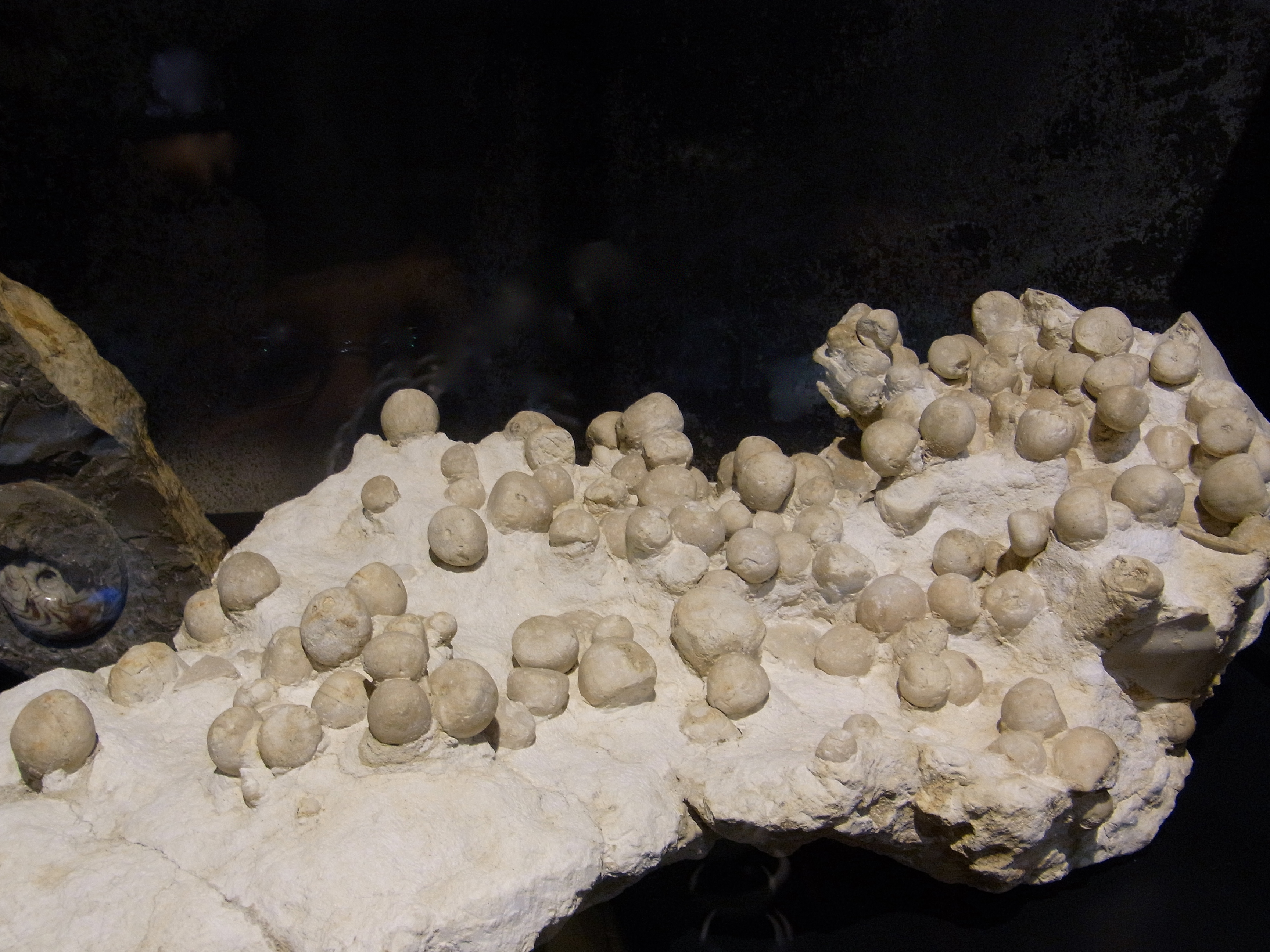
Conulus subrotundatus (Conulidae)

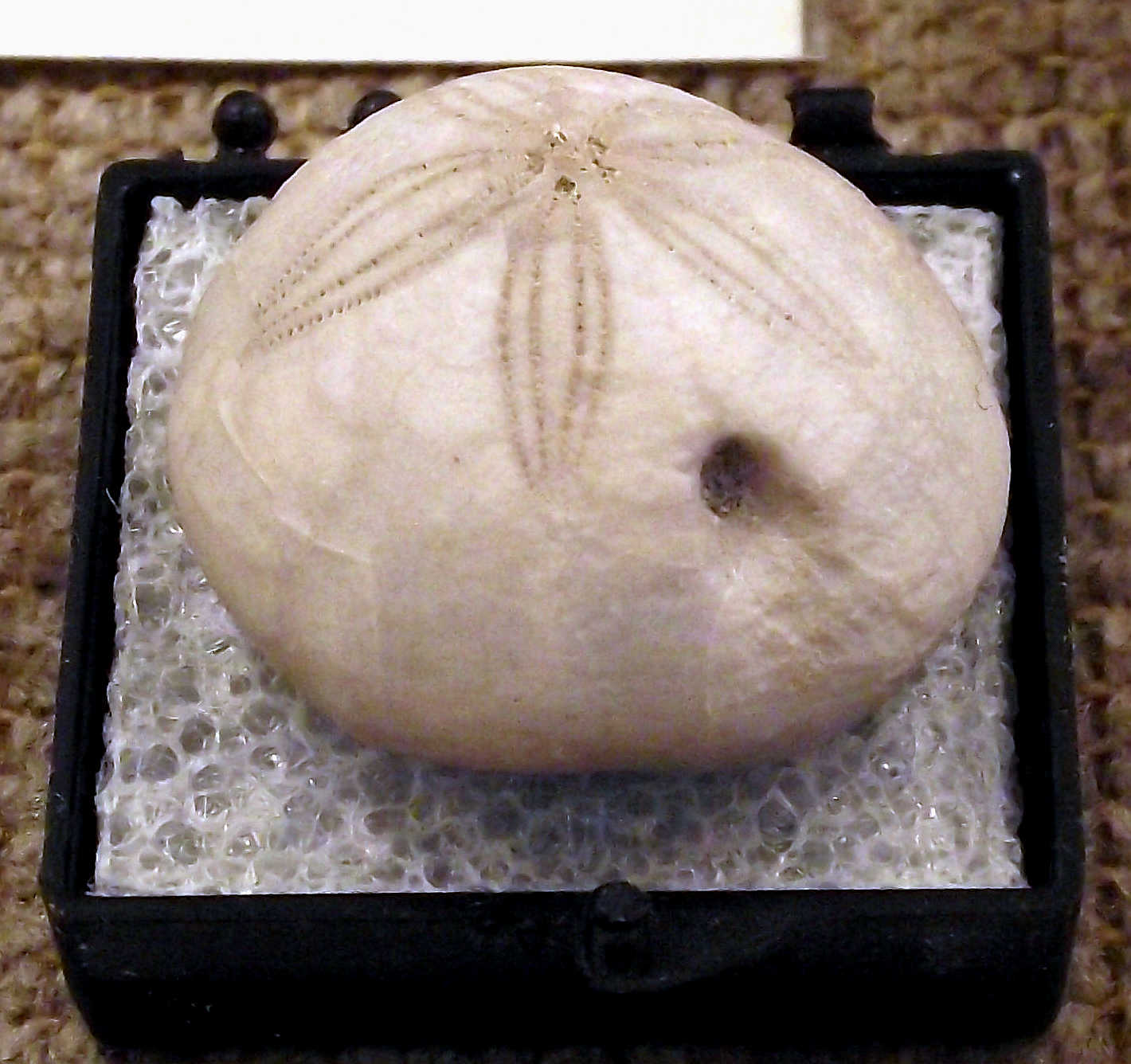
Hardouinia florealis (Faujasiidae)

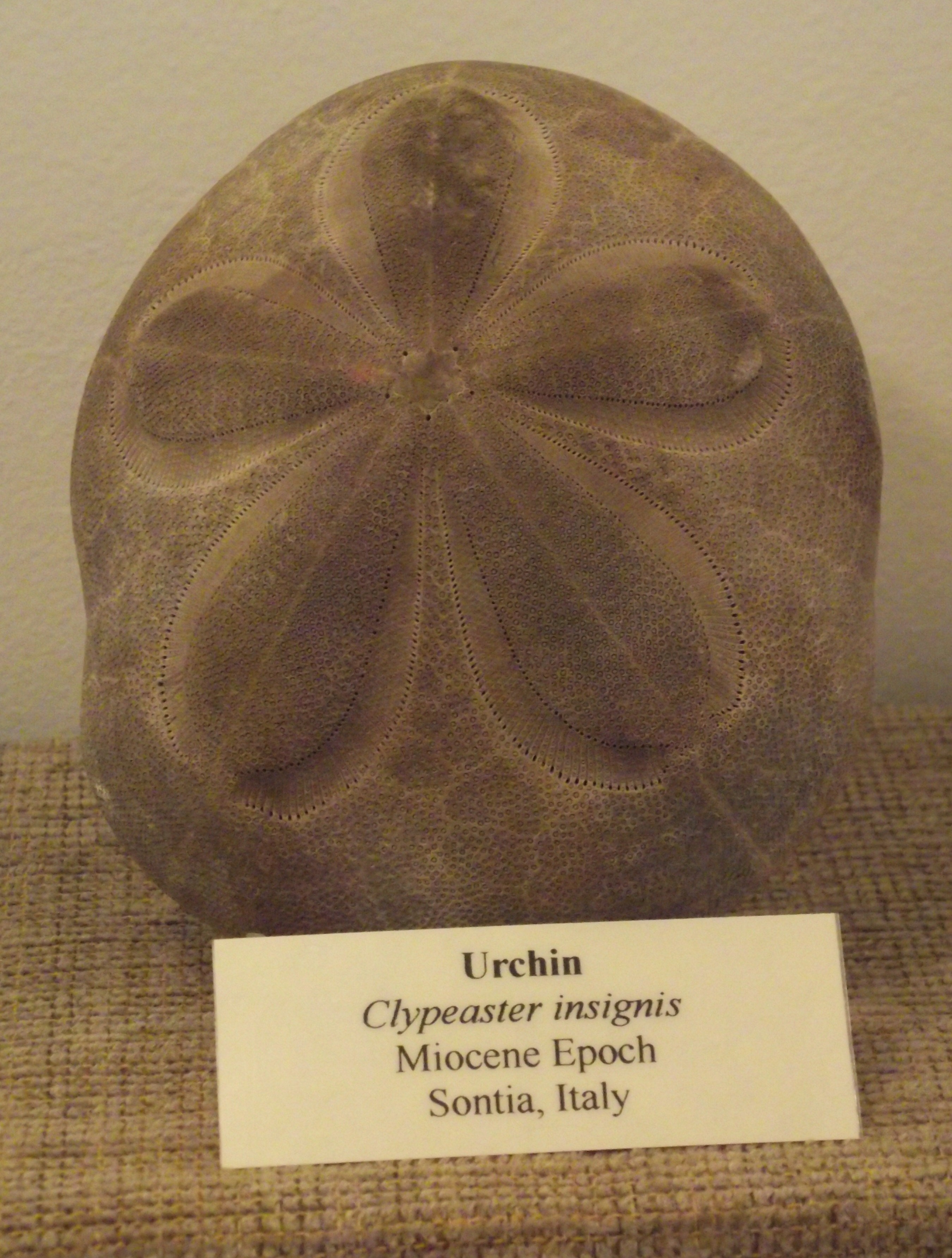
Clypeaster insignis (Clypeasteridae)

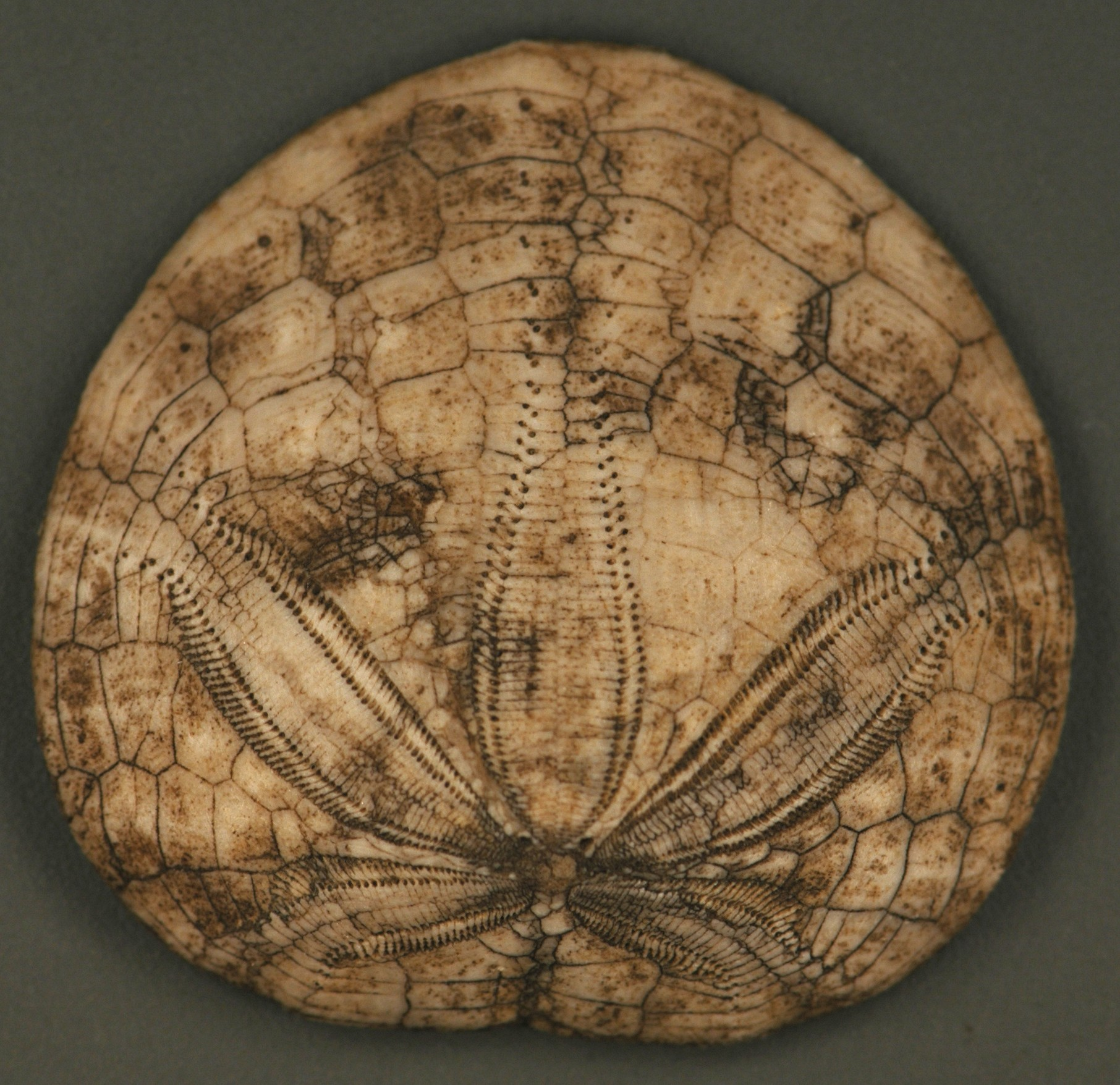
Dendraster gibbsii (Dendrasteridae)

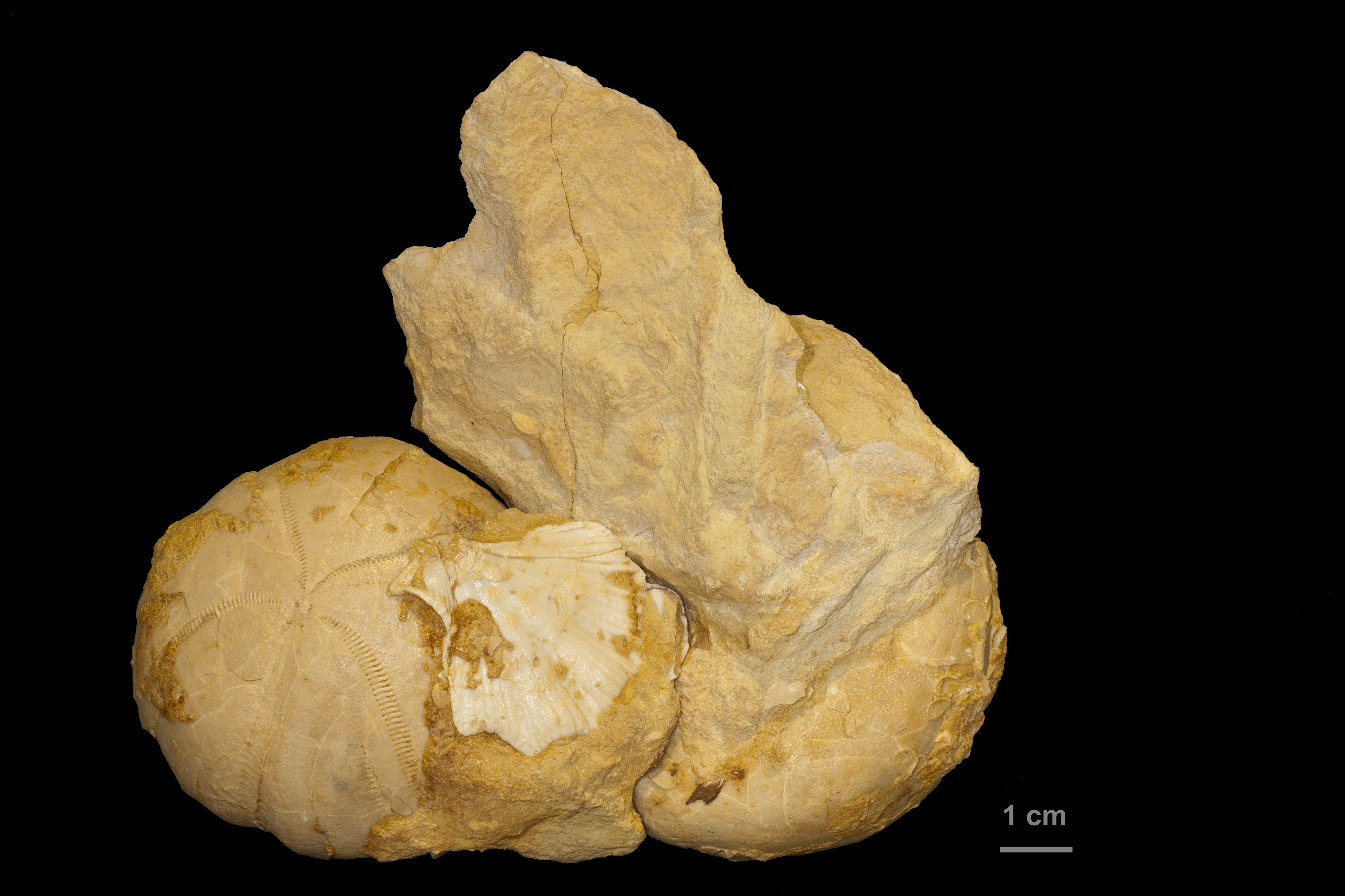
Hemipneustes leymeriei (Hemipneustidae)

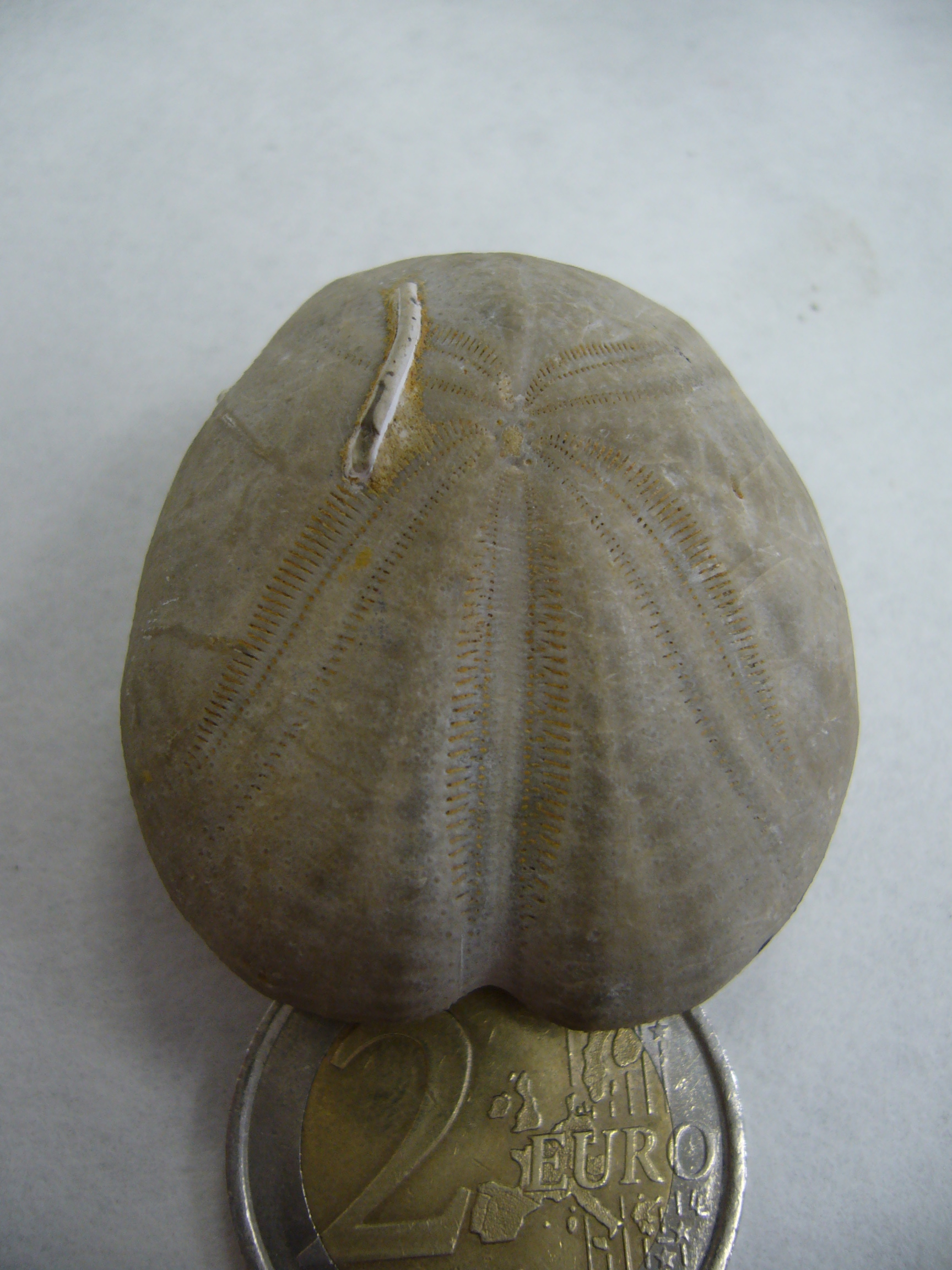
Heteraster oblongus (Toxasteridae)

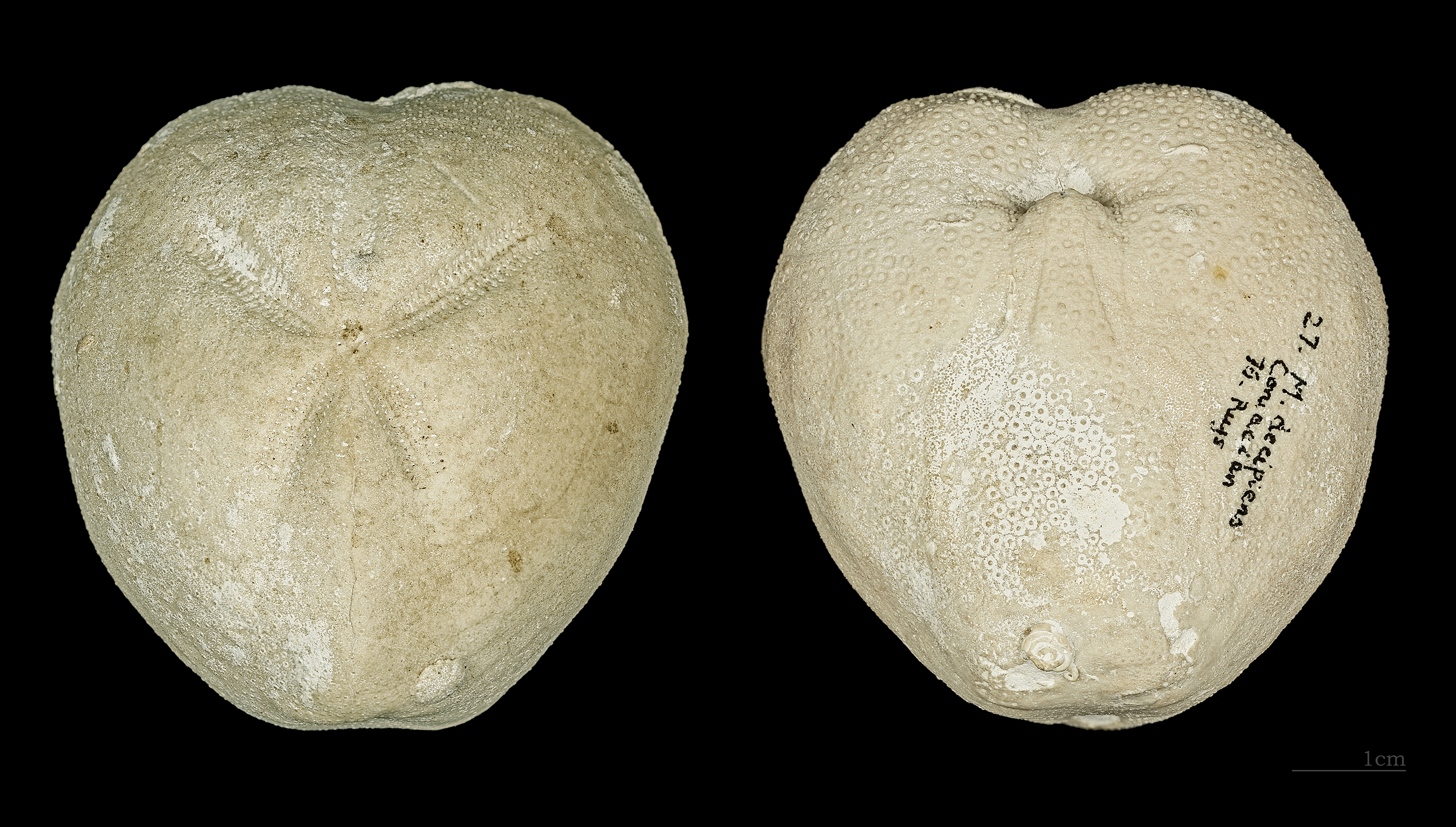
Micraster decipiens (Micrasteridae)

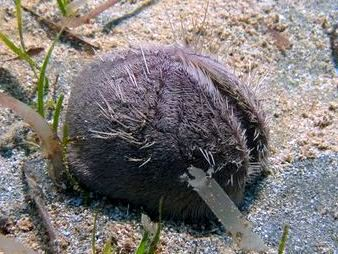
Spatangus purpureus (Spatangidae)

- Sottoclasse Euechinoidea Bronn, 1860
  - Infraclasse Acroechinoidea Smith, 1981
    - Ordine Aspidodiadematoida Kroh & Smith, 2010
      - Famiglia Aspidodiadematidae Duncan, 1889

    - Ordine Diadematoida Duncan, 1889
      - Famiglia Diadematidae Gray, 1855

    - Ordine Micropygoida Kroh & Smith, 2010
      - Famiglia Micropygidae Mortensen, 1903

    - Ordine Pedinoida Mortensen, 1939
      - Famiglia Pedinidae Pomel, 1883

    - Acroechinoidea incertae sedis
      - Famiglia Pelanechinidae Groom, 1887 †

  - Infraclasse Carinacea Kroh & Smith, 2010
    - Superordine Calycina Gregory, 1900
      - Ordine Phymosomatoida Mortensen, 1904 †
        - Famiglia Diplopodiidae Smith & Wright, 1993 †
        - Famiglia Emiratiidae Ali, 1990 †
        - Famiglia Heterodiadematidae Smith & Wright, 1993 †
        - Famiglia Phymosomatidae Pomel, 1883 †
        - Famiglia Polydiaematidae Hess, 1972 †
        - Phymosomatoida incertae sedis †
          - Genere Gomphechinus Pomel, 1883 †
          - Genere Plistophyma Péron & Gauthier, in Cotteau, Péron & Gauthier, 1881 †
          - Genere Winkleria Engel, 1964 †

      - Ordine Salenioida Delage & Hérouard, 1903
        - Famiglia Acrosaleniidae Gregory, 1900 †
        - Famiglia Goniophoridae Smith & Wright, 1990 †
        - Famiglia Hyposaleniidae Mortensen, 1934 †
        - Famiglia Pseudosaleniidae Vadet, 1999 †
        - Famiglia Saleniidae L. Agassiz, 1838

    - Superordine Echinacea Claus, 1876
      - Ordine Arbacioida Gregory, 1900
        - Famiglia Acropeltidae Lambert & Thiéry, 1914 †
        - Famiglia Arbaciidae Gray, 1855
        - Famiglia Glypticidae Lambert & Thiéry, 1914 †
        - Arbacioida incertae sedis
          - Genere Gymnodiadema de Loriol, 1884 †
          - Genere Dubarechinus Lambert, 1937 †

      - Ordine Camarodonta Jackson, 1912
        - Infraordine Echinidea Kroh & Smith, 2010
          - Famiglia Echinidae Gray, 1825
          - Famiglia Parechinidae Mortensen, 1903
          - Superfamiglia Odontophora Kroh & Smith, 2010
            - Famiglia Echinometridae Gray, 1855
            - Famiglia Strongylocentrotidae Gregory, 1900
            - Famiglia Toxopneustidae Troschel, 1872

        - Infraordine Temnopleuridea Kroh & Smith, 2010
          - Famiglia Glyphocyphidae Duncan, 1889 †
          - Famiglia Temnopleuridae A. Agassiz, 1872
          - Famiglia Trigonocidaridae Mortensen, 1903
          - Famiglia Zeuglopleuridae Lewis, 1986 †

        - Camarodonta incertae sedis
          - Genere Aeolopneustes Duncan & Sladen, 1882 †
          - Genere Porosoma Cotteau, 1856 †
          - Famiglia Parasaleniidae Mortensen, 1903
          - Famiglia Triplacidiidae † (nome provvisorio)

      - Ordine Stomopneustoida
        - Famiglia Glyptocidaridae Jensen, 1982
        - Famiglia Stomechinidae Pomel, 1883 †
        - Famiglia Stomopneustidae Mortensen, 1903

      - Echinacea incertae sedis
        - Famiglia Glyphopneustidae Smith & Wright, 1993 †
        - Famiglia Pedinopsidae † (nome provvisorio)

    - Carinacea incertae sedis
      - Famiglia Hemicidaridae Wright, 1857 †
      - Famiglia Orthopsidae Duncan, 1889 †
      - Famiglia Pseudodiadematidae Pomel, 1883 †

  - Infraclasse Irregularia Latreille, 1825

    - Famiglia Pygasteridae Lambert, 1900 †
    - Ordine Holectypoida Duncan, 1889
      - Famiglia Discoididae Lambert, 1900
      - Famiglia Coenholectypidae Smith & Wright, 1999 †
      - Famiglia Holectypidae Lambert, 1900 †
      - Famiglia Anorthopygidae Wagner & Durham, 1966 †

    - Ordine Echinoneoida H. L. Clark, 1925
      - Famiglia Echinoneidae L. Agassiz & Desor, 1847
      - Superfamiglia Conulidea Kroh & Smith, 2010 †
        - Famiglia Conulidae Lambert, 1911 †
        - Famiglia Galeritidae Gray, 1825 †
        - Famiglia Neoglobatoridae Endelman, 1980 †

      - Irregularia incertae sedis
        - Famiglia Desorellidae Lambert, 1911 †
        - Famiglia Galeropygidae Lambert, 1911 †
        - Famiglia Hyboclypidae † (nome provvisorio)
        - Famiglia Pygorhytidae Lambert, 1909 †

    - Superordine Neognathostomata Smith, 1981

      - Famiglia Clypeidae Lambert, 1898 †
      - Famiglia Nucleolitidae L. Agassiz & Desor, 1847
      - Famiglia Apatopygidae Kier, 1962 †
      - Famiglia Pygaulidae Lambert, 1905 †
      - Famiglia Archiaciidae Cotteau & Triger, 1869
      - Famiglia Clypeolampadidae Kier, 1962
      - Ordine Cassiduloida L. Agassiz & Desor, 1847
        - Famiglia Cassidulidae L. Agassiz & Desor, 1847
        - Famiglia Neolampadidae Lambert, 1918

      - Ordine Echinolampadoida nov.
        - Famiglia Echinolampadidae Gray, 1851 †

      - Ordine Clypeasteroida L. Agassiz, 1835

        - Famiglia Faujasiidae Lambert, 1905
        - Famiglia Plesiolampadidae Lambert, 1905 †
        - Famiglia Conoclypeidae von Zittel, 1879 †
        - Famiglia Oligopygidae Duncan, 1889 †
        - Sottordine Clypeasterina L. Agassiz, 1835
          - Famiglia Clypeasteridae L. Agassiz, 1835 †
          - Famiglia Fossulasterinae Philip & Foster, 1971 †

        - Sottordine Scutellina Haeckel, 1896

          - Famiglia Scutellinidae Pomel, 1888 †
          - Infraordine Laganiformes Desor, 1847
            - Famiglia Fibulariidae Gray, 1855
            - Famiglia Laganidae A. Agassiz, 1873

          - Infraordine Scutelliformes Haeckel, 1896
            - Famiglia Taiwanasteridae Wang, 1984
            - Famiglia Protoscutellidae Durham, 1955
            - Famiglia Echinarachniidae Lambert in Lambert & Thiéry, 1914
            - Famiglia Dendrasteridae Lambert, 1900
            - Famiglia Rotulidae Gray, 1855
            - Famiglia Scutellidae Gray, 1825
            - Famiglia Eoscutellidae Durham, 1955
            - Famiglia Scutasteridae Durham, 1955
            - Famiglia Abertellidae Durham, 1955
            - Famiglia Astriclypeidae Stefanini, 1912
            - Famiglia Monophorasteridae Lahille, 1896
            - Famiglia Mellitidae Stefanini, 1912

    - Superordine Atelostomata von Zittel, 1879

      - Famiglia Collyritidae d'Orbigny, 1853 †
      - Famiglia Tithoniidae Mintz, 1968 †
      - Famiglia Disasteridae Gras, 1848
      - Famiglia Acrolusiidae Mintz, 1968 †
      - Ordine Holasteroida Durham & Melville, 1957
        - Famiglia Stenonasteridae Lambert, 1922 †
        - Famiglia Hemipneustidae Lambert, 1917 †
        - Famiglia Pseudholasteridae Smith & Jeffery, 2000 †
        - Sottordine Meridosternata
          - Famiglia Echinocorythidae Wright, 1857 †
          - Famiglia Holasteridae Pictet, 1857 †
          - Infraordine Cardiasterina Pomel, 1883
            - Famiglia Stegasteridae Lambert, 1917 †
            - Famiglia Cardiasteridae Lambert, 1917 †

          - Infraordine Urechinina H.L. Clark, 1946
            - Famiglia Corystidae Foster & Philip, 1978 †
            - Famiglia Calymnidae Mortensen, 1907
            - Famiglia Carnarechinidae Mironov, 1993
            - Famiglia Urechinidae Duncan, 1889
            - Famiglia Plexechinidae Mooi & David, 1996
            - Famiglia Pourtalesiidae A. Agassiz, 1881

      - Ordine Spatangoida L. Agassiz, 1840

        - Famiglia Toxasteridae Lambert, 1920
        - Famiglia Somaliasteridae Wagner & Durham, 1966 †
        - Famiglia Palaeostomidae Lovén, 1868
        - Famiglia Hemiasteridae H. L. Clark, 1917
        - Sottordine Micrasterina Fischer, 1966
          - Famiglia Plesiasteridae Lambert, 1920 †
          - Famiglia Micrasteridae Lambert, 1920 †
          - Famiglia Aeropsidae Lambert, 1896 †
          - Famiglia Ovulasteridae Lambert, 1896 †

        - Sottordine Paleopneustina
          - Famiglia Periasteridae Lambert, 1920 †
          - Famiglia Schizasteridae Lambert, 1905
          - Famiglia Prenasteridae Lambert, 1905
          - Superfamiglia Paleopneustidea A. Agassiz, 1904
            - Famiglia Pericosmidae Lambert, 1905 †
            - Famiglia Paleopneustidae A. Agassiz, 1904 †

        - Sottordine Brissidina Stockley et al., 2005
          - Famiglia Antillasteridae Lambert, in Lambert & Thiéry, 1924 †
          - Famiglia Asterostomatidae Pictet, 1857 †
          - Famiglia Palaeotropidae Lambert, 1896 †
          - Famiglia Brissidae Gray, 1855 †
          - Superfamiglia Spatangidea Fischer, 1966

            - Famiglia Megapneustinae Fourtau, 1905
            - Famiglia Macropneustidae Lambert, 1905
            - Famiglia Spatangidae Gray, 1825
            - Famiglia Eupatangidae Lambert, 1905
            - Famiglia Maretiidae Lambert, 1905
            - Famiglia Eurypataginae Kroh, 2007
            - Famiglia Loveniidae Lambert, 1905

  - Euechinoidea incertae sedis
    - Ordine Echinothurioida
      - Famiglia Echinothuriidae Thomson, 1872
      - Famiglia Kamptosomatidae Mortensen, 1934
      - Famiglia Phormosomatidae Mortensen, 1934